# 2021–2022-es alpesisí-világkupa
Az alpesisí-világkupa 2021–2022-es szezonja az 56. világkupa szezon az alpesisí történetében. 2021. október 23-án veszi kezdetét Söldenben, és 2022. március 20-án ér véget Courvechelben, illetve Méribelben.

## Férfiak versenye
| Összes                 | Szezon | Dátum              | Helyszín               | Lejtő                         | Típus | Győztes                                                    | Második                                                    | Harmadik                                                   | Összetettben vezető                                        |
| ---------------------- | ------ | ------------------ | ---------------------- | ----------------------------- | ----- | ---------------------------------------------------------- | ---------------------------------------------------------- | ---------------------------------------------------------- | ---------------------------------------------------------- |
| 1818                   | 1      | 2021. október 24.  | Sölden                 | Rattenbach (68,2%)            | GS    | Marco Odermatt                                             | Roland Leitinger                                           | Žan Kranjec                                                | Marco Odermatt                                             |
| 1819                   | 2      | 2021. november 14. | Lech/Zürs              | Flexenarena (50%)             | PG    | Christian Hirschbühl                                       | Dominik Raschner                                           | Atle Lie McGrath                                           | Marco Odermatt Christian Hirschbühl                        |
| –                      | –      | 2021. november 26. | Lake Louise            | Men’s Olympic Downhill (53%)  | DH    | A versenyt törölték az erős hóesés miatt                   | A versenyt törölték az erős hóesés miatt                   | A versenyt törölték az erős hóesés miatt                   | A versenyt törölték az erős hóesés miatt                   |
| 1820                   | 3      | 2021. november 27. | Lake Louise            | Men’s Olympic Downhill (53%)  | DH    | Matthias Mayer                                             | Vincent Kriechmayr                                         | Beat Feuz                                                  | Marco Odermatt                                             |
| –                      | –      | 2021. november 28. | Lake Louise            | Men’s Olympic Downhill (53%)  | SG    | A versenyt törölték az erős hóesés miatt                   | A versenyt törölték az erős hóesés miatt                   | A versenyt törölték az erős hóesés miatt                   | A versenyt törölték az erős hóesés miatt                   |
| 1821                   | 4      | 2021. december 2.  | Beaver Creek           | Birds of Prey (68%)           | SG    | Marco Odermatt                                             | Matthias Mayer                                             | Broderick Thompson                                         | Marco Odermatt                                             |
| 1822                   | 5      | 2021. december 3.  | Beaver Creek           | Birds of Prey (68%)           | SG    | Aleksander Aamodt Kilde                                    | Marco Odermatt                                             | Travis Ganong                                              | Marco Odermatt                                             |
| 1823                   | 6      | 2021. december 4.  | Beaver Creek           | Birds of Prey (68%)           | DH    | Aleksander Aamodt Kilde                                    | Matthias Mayer                                             | Beat Feuz                                                  | Marco Odermatt                                             |
| –                      | –      | 2021. december 5.  | Beaver Creek           | Birds of Prey (68%)           | DH    | A versenyt törölték az erős szél miatt                     | A versenyt törölték az erős szél miatt                     | A versenyt törölték az erős szél miatt                     | A versenyt törölték az erős szél miatt                     |
| 1824                   | 7      | 2021. december 11. | Val-d’Isère            | La face de Bellevarde (71%)   | GS    | Marco Odermatt                                             | Alexis Pinturault                                          | Manuel Feller                                              | Marco Odermatt                                             |
| 1825                   | 8      | 2021. december 12. | Val-d’Isère            | La face de Bellevarde (71%)   | SL    | Clément Noël                                               | Kristoffer Jakobsen                                        | Filip Zubčić                                               | Marco Odermatt                                             |
| 1826                   | 9      | 2021. december 17. | Val Gardena            | Saslong (56,9%)               | SG    | Aleksander Aamodt Kilde                                    | Matthias Mayer                                             | Vincent Kriechmayr                                         | Marco Odermatt                                             |
| 1827                   | 10     | 2021. december 18. | Val Gardena            | Saslong (56,9%)               | DH    | Bryce Bennett                                              | Otmar Striedinger                                          | Niels Hintermann                                           | Marco Odermatt                                             |
| 1828                   | 11     | 2021. december 19. | Alta Badia             | Gran Risa (69%)               | GS    | Henrik Kristoffersen                                       | Marco Odermatt                                             | Manuel Feller                                              | Marco Odermatt                                             |
| 1829                   | 12     | 2021. december 20. | Alta Badia             | Gran Risa (69%)               | GS    | Marco Odermatt                                             | Luca De Aliprandini                                        | Alexander Schmid                                           | Marco Odermatt                                             |
| 1830                   | 13     | 2021. december 22. | Madonna di Campiglio   | Canalone Miramonti (60%)      | SL    | Sebastian Foss-Solevåg                                     | Alexis Pinturault                                          | Kristoffer Jakobsen                                        | Marco Odermatt                                             |
| 1831                   | 14     | 2021. december 28. | Bormio                 | Stelvio (63%)                 | DH    | Dominik Paris                                              | Marco Odermatt                                             | Niels Hintermann                                           | Marco Odermatt                                             |
| 1832                   | 15     | 2021. december 29. | Bormio                 | Stelvio (63%)                 | SG    | Aleksander Aamodt Kilde                                    | Raphael Haaser                                             | Vincent Kriechmayr                                         | Marco Odermatt                                             |
| –                      | –      | 2021. december 30. | Bormio                 | Stelvio (63%)                 | SG    | A versenyt törölték a meleg időjárás miatt                 | A versenyt törölték a meleg időjárás miatt                 | A versenyt törölték a meleg időjárás miatt                 | A versenyt törölték a meleg időjárás miatt                 |
| –                      | –      | 2022. január 5.    | Zágráb                 | Crveni spust                  | SL    | A versenyt törölték az erős szél és a meleg időjárás miatt | A versenyt törölték az erős szél és a meleg időjárás miatt | A versenyt törölték az erős szél és a meleg időjárás miatt | A versenyt törölték az erős szél és a meleg időjárás miatt |
| –                      | –      | 2022. január 6.    | Zágráb                 | Crveni spust                  | SL    | A versenyt törölték az gyenge hó miatt                     | A versenyt törölték az gyenge hó miatt                     | A versenyt törölték az gyenge hó miatt                     | A versenyt törölték az gyenge hó miatt                     |
| 1833                   | 16     | 2022. január 8.    | Adelboden              | Chuenisbärgli (60%)           | GS    | Marco Odermatt                                             | Manuel Feller                                              | Alexis Pinturault                                          | Marco Odermatt                                             |
| 1834                   | 17     | 2022. január 9.    | Adelboden              | Chuenisbärgli (60%)           | SL    | Johannes Strolz                                            | Manuel Feller                                              | Linus Straßer                                              | Marco Odermatt                                             |
| 1835                   | 18     | 2022. január 13.   | Wengen                 | Lauberhorn (90%)              | SG    | Marco Odermatt                                             | Aleksander Aamodt Kilde                                    | Matthias Mayer                                             | Marco Odermatt                                             |
| 1836                   | 19     | 2022. január 14.   | Wengen                 | Lauberhorn (90%)              | DH    | Aleksander Aamodt Kilde                                    | Marco Odermatt                                             | Beat Feuz                                                  | Marco Odermatt                                             |
| 1837                   | 20     | 2022. január 15.   | Wengen                 | Lauberhorn (90%)              | DH    | Vincent Kriechmayr                                         | Beat Feuz                                                  | Dominik Paris                                              | Marco Odermatt                                             |
| 1838                   | 21     | 2022. január 16.   | Wengen                 | Männlichen (72%)              | SL    | Lucas Braathen                                             | Daniel Yule                                                | Giuliano Razzoli                                           | Marco Odermatt                                             |
| 1839                   | 22     | 2022. január 21.   | Kitzbühel              | Streif (85%)                  | DH    | Aleksander Aamodt Kilde                                    | Johan Clarey                                               | Blaise Giezendanner                                        | Marco Odermatt                                             |
| 1840                   | 23     | 2022. január 22.   | Kitzbühel              | Ganslern (70%)                | SL    | Dave Ryding                                                | Lucas Braathen                                             | Henrik Kristoffersen                                       | Marco Odermatt                                             |
| 1841                   | 24     | 2022. január 23.   | Kitzbühel              | Streif (85%)                  | DH    | Beat Feuz                                                  | Marco Odermatt                                             | Daniel Hemetsberger                                        | Marco Odermatt                                             |
| 1842                   | 25     | 2022. január 25.   | Schladming             | Planai (54%)                  | SL    | Linus Straßer                                              | Atle Lie McGrath                                           | Manuel Feller                                              | Marco Odermatt                                             |
| 2022. évi téli olimpia |        |                    |                        |                               |       |                                                            |                                                            |                                                            |                                                            |
| 1843                   | 26     | 2022. február 26.  | Garmisch-Partenkirchen | Guidberg                      | SL    | Henrik Kristoffersen                                       | Loïc Meillard                                              | Manuel Feller                                              | Marco Odermatt                                             |
| 1844                   | 27     | 2022. február 27.  | Garmisch-Partenkirchen | Guidberg                      | SL    | Henrik Kristoffersen                                       | Dave Ryding                                                | Linus Straßer                                              | Marco Odermatt                                             |
| 1845                   | 28     | 2022. március 4.   | Kvitfjell              | Olympiabakken                 | DH    | Cameron Alexander Niels Hintermann                         | –                                                          | Matthias Mayer                                             | Marco Odermatt                                             |
| 1846                   | 29     | 2022. március 5.   | Kvitfjell              | Olympiabakken                 | DH    | Dominik Paris                                              | Aleksander Aamodt Kilde                                    | Beat Feuz Niels Hintermann                                 | Marco Odermatt                                             |
| 1847                   | 30     | 2022. március 27.  | Kvitfjell              | Olympiabakken                 | SG    | Aleksander Aamodt Kilde                                    | James Crawford                                             | Matthias Mayer                                             | Marco Odermatt                                             |
| 1848                   | 31     | 2022. március 9.   | Flachau                | H.-Maier-Weltcupstrecke (53%) | SL    | Atle Lie McGrath                                           | Clément Noël                                               | Daniel Yule                                                | Marco Odermatt                                             |
| 1849                   | 32     | 2022. március 12.  | Kranjska Gora          | Podkoren 3 (59%)              | GS    | Henrik Kristoffersen                                       | Lucas Braathen Marco Odermatt                              | –                                                          | Marco Odermatt                                             |
| 1850                   | 33     | 2022. március 13.  | Kranjska Gora          | Podkoren 3 (59%)              | GS    | Henrik Kristoffersen                                       | Stefan Brennsteiner                                        | Marco Odermatt                                             | Marco Odermatt                                             |
| 1851                   | 34     | 2022. március 16.  | Courchevel             | L’Éclipse                     | DH    | Vincent Kriechmayr                                         | Marco Odermatt                                             | Beat Feuz                                                  | Marco Odermatt                                             |
| 1852                   | 35     | 2022. március 17.  | Courchevel             | L’Éclipse                     | SG    | Vincent Kriechmayr                                         | Marco Odermatt                                             | Gino Caviezel                                              | Marco Odermatt                                             |
| 1853                   | 36     | 2022. március 19.  | Courchevel             | L’Éclipse                     | GS    | Marco Odermatt                                             | Lucas Braathen                                             | Loïc Meillard                                              | Marco Odermatt                                             |
| 1854                   | 37     | 2022. március 20.  | Courchevel             | L’Éclipse                     | SL    | Atle Lie McGrath                                           | Henrik Kristoffersen                                       | Manuel Feller                                              | Marco Odermatt                                             |

## Nők versenye
| Összes                 | Szezon | Dátum              | Helyszín               | Lejtő                           | Típus | Győztes                                                 | Második                                                 | Harmadik                                                | Összetettben vezető                                     |
| ---------------------- | ------ | ------------------ | ---------------------- | ------------------------------- | ----- | ------------------------------------------------------- | ------------------------------------------------------- | ------------------------------------------------------- | ------------------------------------------------------- |
| 1698                   | 1      | 2021. október 23.  | Sölden                 | Rattenbach (68,2%)              | GS    | Mikaela Shiffrin                                        | Lara Gut-Behrami                                        | Petra Vlhová                                            | Mikaela Shiffrin                                        |
| 1699                   | 2      | 2021. november 13. | Lech/Zürs              | Flexenarena (50%)               | PG    | Anderja Slokar                                          | Thea Louise Stjernesund                                 | Kristin Lysdahl                                         | Andreja Slokar                                          |
| 1700                   | 3      | 2021. november 20. | Levi                   | Levi Black (52%)                | SL    | Petra Vlhová                                            | Mikaela Shiffrin                                        | Lena Dürr                                               | Mikaela Shiffrin                                        |
| 1701                   | 4      | 2021. november 21. | Levi                   | Levi Black (52%)                | SL    | Petra Vlhová                                            | Mikaela Shiffrin                                        | Lena Dürr                                               | Mikaela Shiffrin Petra Vlhová                           |
| –                      | –      | 2021. november 27. | Killington             | Superstar                       | GS    | A versenyt törölték az erős szél miatt                  | A versenyt törölték az erős szél miatt                  | A versenyt törölték az erős szél miatt                  | A versenyt törölték az erős szél miatt                  |
| 1702                   | 5      | 2021. november 28. | Killington             | Birds of Prey (68%)             | SL    | Mikaela Shiffrin                                        | Petra Vlhová                                            | Wendy Holdener                                          | Mikaela Shiffrin                                        |
| 1703                   | 6      | 2021. december 3.  | Lake Louise            | Men’s Olympic Downhill (53%)    | DH    | Sofia Goggia                                            | Breezy Johnson                                          | Mirjam Puchner                                          | Mikaela Shiffrin                                        |
| 1704                   | 7      | 2021. december 4.  | Lake Louise            | Men’s Olympic Downhill (53%)    | DH    | Sofia Goggia                                            | Breezy Johnson                                          | Corinne Suter                                           | Mikaela Shiffrin                                        |
| 1705                   | 8      | 2021. december 5.  | Lake Louise            | Men’s Olympic Downhill (53%)    | SG    | Sofia Goggia                                            | Lara-Gut Behrami                                        | Mirjam Puchner                                          | Mikaela Shiffrin                                        |
| 1706                   | 9      | 2021. december 11. | St. Moritz             | Corviglia (61%)                 | SG    | Lara-Gut Behrami                                        | Sofia Goggia                                            | Mikaela Shiffrin                                        | Mikaela Shiffrin                                        |
| 1707                   | 10     | 2021. december 12. | St. Moritz             | Corviglia (61%)                 | SG    | Federica Brignone                                       | Elena Curtoni                                           | Mikaela Shiffrin                                        | Mikaela Shiffrin                                        |
| 1708                   | 11     | 2021. december 18. | Val-d’Isère            | Piste Oreiller-Killy (52%)      | DH    | Sofia Goggia                                            | Breezy Johnson                                          | Mirjam Puchner                                          | Sofia Goggia                                            |
| 1709                   | 11     | 2021. december 19. | Val-d’Isère            | Piste Oreiller-Killy (52%)      | SG    | Sofia Goggia                                            | Ragnhild Mowinckel                                      | Elena Curtoni                                           | Sofia Goggia                                            |
| 1710                   | 13     | 2021. december 21. | Courchevel             | Stade Émile-Allais (58,5%)      | GS    | Mikaela Shiffrin                                        | Sara Hector                                             | Michelle Gisin                                          | Mikaela Shiffrin                                        |
| 1711                   | 14     | 2021. december 22. | Courchevel             | Stade Émile-Allais (58,5%)      | GS    | Sara Hector                                             | Mikaela Shiffrin                                        | Marta Bassino                                           | Mikaela Shiffrin                                        |
| 1712                   | 15     | 2021. december 28. | Lienz                  | Schlossberg (47%)               | GS    | Tessa Worley                                            | Petra Vlhová                                            | Sara Hector                                             | Mikaela Shiffrin                                        |
| 1713                   | 16     | 2021. december 29. | Lienz                  | Schlossberg (47%)               | SL    | Petra Vlhová                                            | Katharina Liensberger                                   | Michelle Gisin                                          | Mikaela Shiffrin                                        |
| 1714                   | 17     | 2021. január 4.    | Zágráb                 | Crveni spust                    | SL    | Petra Vlhová                                            | Mikaela Shiffrin                                        | Katharina Liensberger                                   | Mikaela Shiffrin                                        |
| –                      | –      | 2021. január 8.    | Maribor                | Miranova proga A                | GS    | A versenyt törölték a hóhiány és a meleg időjárás miatt | A versenyt törölték a hóhiány és a meleg időjárás miatt | A versenyt törölték a hóhiány és a meleg időjárás miatt | A versenyt törölték a hóhiány és a meleg időjárás miatt |
| –                      | –      | 2022. január 9.    | Maribor                | Miranova proga A                | SL    | A versenyt törölték a hóhiány és a meleg időjárás miatt | A versenyt törölték a hóhiány és a meleg időjárás miatt | A versenyt törölték a hóhiány és a meleg időjárás miatt | A versenyt törölték a hóhiány és a meleg időjárás miatt |
| 1715                   | 18     | 2022. január 8.    | Kranjska Gora          | Podkoren 3 (59%)                | GS    | Sara Hector                                             | Tessa Worley                                            | Marta Bassino                                           | Mikaela Shiffrin                                        |
| 1716                   | 19     | 2022. január 9.    | Kranjska Gora          | Podkoren 3 (59%)                | SL    | Petra Vlhová                                            | Wendy Holdener                                          | Anna Swenn-Larsson                                      | Mikaela Shiffrin                                        |
| –                      | –      | 2022. január 11.   | Flachau                | H.-Maier-Weltcupstrecke (53%)   | SL    | A versenyt törölték a COVID-19 járvány miatt            | A versenyt törölték a COVID-19 járvány miatt            | A versenyt törölték a COVID-19 járvány miatt            | A versenyt törölték a COVID-19 járvány miatt            |
| 1717                   | 20     | 2022. január 11.   | Schladming             | Planai (54%)                    | SL    | Mikaela Shiffrin                                        | Petra Vlhová                                            | Lena Dürr                                               | Mikaela Shiffrin                                        |
| 1718                   | 21     | 2022. január 15.   | Zauchensee             | Kälberloch (70%)                | DH    | Lara-Gut Behrami                                        | Kira Weidle                                             | Ramona Siebenhofer                                      | Mikaela Shiffrin                                        |
| 1719                   | 22     | 2022. január 16.   | Zauchensee             | Kälberloch (70%)                | SG    | Federica Brignone                                       | Corinne Suter                                           | Ariane Rädler                                           | Mikaela Shiffrin                                        |
| 1720                   | 23     | 2022. január 22.   | Cortina d’Ampezzo      | Olimpia delle Tofane (65%)      | DH    | Sofia Goggia                                            | Ramona Siebenhofer                                      | Ester Ledecká                                           | Mikaela Shiffrin                                        |
| 1721                   | 24     | 2022. január 23.   | Cortina d’Ampezzo      | Olimpia delle Tofane (65%)      | SG    | Elena Curtoni                                           | Tamara Tippler                                          | Michelle Gisin                                          | Mikaela Shiffrin                                        |
| 1722                   | 25     | 2022. január 25.   | Kronplatz              | ERTA (61%)                      | GS    | Sara Hector                                             | Petra Vlhová                                            | Tessa Worley                                            | Mikaela Shiffrin                                        |
| 1723                   | 26     | 2022. január 29.   | Garmisch-Partenkirchen | Kandahar 1 (85%)                | DH    | Corinne Suter                                           | Jasmine Flury                                           | Cornelia Hütter                                         | Mikaela Shiffrin                                        |
| 1724                   | 27     | 2022. január 30.   | Garmisch-Partenkirchen | Kandahar 1 (85%)                | SG    | Federica Brignone Cornelia Hütter                       | –                                                       | Tamara Tippler                                          | Mikaela Shiffrin                                        |
| 2022. évi téli olimpia |        |                    |                        |                                 |       |                                                         |                                                         |                                                         |                                                         |
| 1725                   | 28     | 2022. február 26.  | Crans-Montana          | Mont Lachaux                    | DH    | Ester Ledecká                                           | Ragnhild Mowinckel                                      | Cornelia Hütter                                         | Mikaela Shiffrin                                        |
| 1726                   | 29     | 2022. február 27.  | Crans-Montana          | Mont Lachaux                    | DH    | Priska Nufer                                            | Ester Ledecká                                           | Sofia Goggia                                            | Mikaela Shiffrin Petra Vlhová                           |
| 1727                   | 30     | 2022. március 5.   | Lenzerheide            | Silvano Beltrametti piste (65%) | SG    | Romane Miradoli                                         | Mikaela Shiffrin                                        | Lara Gut-Behrami                                        | Mikaela Shiffrin                                        |
| 1728                   | 31     | 2022. március 6.   | Lenzerheide            | Silvano Beltrametti piste (65%) | GS    | Tessa Worley                                            | Federica Brignone                                       | Sara Hector                                             | Mikaela Shiffrin                                        |
| 1729                   | 32     | 2022. március 11.  | Åre                    | Olympia                         | GS    | Petra Vlhová                                            | Marta Bassino                                           | Mikaela Shiffrin                                        | Mikaela Shiffrin                                        |
| 1730                   | 33     | 2022. március 12.  | Åre                    | Olympia                         | SL    | Katharina Liensberger                                   | Mina Fürst Holtmann                                     | Michelle Gisin                                          | Mikaela Shiffrin                                        |
| 1731                   | 34     | 2022. március 16.  | Courchevel             | L’Éclipse                       | DH    | Mikaela Shiffrin                                        | Christine Scheyer Joana Hählen                          | –                                                       | Mikaela Shiffrin                                        |
| 1732                   | 35     | 2022. március 17.  | Courchevel             | L'Éclipse                       | SG    | Ragnhild Mowinckel                                      | Mikaela Shiffrin                                        | Michelle Gisin                                          | Mikaela Shiffrin                                        |
| 1733                   | 36     | 2022. március 19.  | Méribel                | Roc de Fer                      | SL    | Andreja Slokar                                          | Lena Dürr                                               | Petra Vlhová                                            | Mikaela Shiffrin                                        |
| 1734                   | 37     | 2022. március 20.  | Méribel                | Roc de Fer                      | GS    | Federica Brignone                                       | Marta Bassino                                           | Petra Vlhová                                            | Mikaela Shiffrin                                        |

## Végeredmény

### Férfiak
| Összetett | Összetett               | Összetett |
| #         | Versenyző               | Pont      |
| --------- | ----------------------- | --------- |
| 1.        | Marco Odermatt          | 1639 pont |
| 2.        | Aleksander Aamodt Kilde | 1172 pont |
| 3.        | Henrik Kristoffersen    | 954 pont  |
| 4.        | Matthias Mayer          | 880 pont  |
| 5.        | Vincent Kriechmayr      | 840 pont  |

| Nemzetek kupája | Nemzetek kupája | Nemzetek kupája |
| #               | Versenyző       | Pont            |
| --------------- | --------------- | --------------- |
| 1.              | Svájc           | 5705 pont       |
| 2.              | Ausztria        | 5682 pont       |
| 3.              | Norvégia        | 4228 pont       |
| 4.              | Olaszország     | 2600 pont       |
| 5.              | Franciaország   | 2251 pont       |

#### Szakági világkupák
| Lesiklás (DH) | Lesiklás (DH)           | Lesiklás (DH) |
| #             | Versenyző               | Pont          |
| ------------- | ----------------------- | ------------- |
| 1.            | Aleksander Aamodt Kilde | 620 pont      |
| 2.            | Beat Feuz               | 607 pont      |
| 3.            | Dominik Paris           | 522 pont      |
| 4.            | Marco Odermatt          | 517 pont      |
| 5.            | Matthias Mayer          | 508 pont      |

| Szuperóriás-műlesiklás (SG) | Szuperóriás-műlesiklás (SG) | Szuperóriás-műlesiklás (SG) |
| #                           | Versenyző                   | Pont                        |
| --------------------------- | --------------------------- | --------------------------- |
| 1.                          | Aleksander Aamodt Kilde     | 530 pont                    |
| 2.                          | Marco Odermatt              | 402 pont                    |
| 3.                          | Vincent Kriechmayr          | 375 pont                    |
| 4.                          | Matthias Mayer              | 372 pont                    |
| 5.                          | James Crawford              | 226 pont                    |

| Óriás-műlesiklás (GS) | Óriás-műlesiklás (GS) | Óriás-műlesiklás (GS) |
| #                     | Versenyző             | Pont                  |
| --------------------- | --------------------- | --------------------- |
| 1.                    | Marco Odermatt        | 519,4 pont            |
| 2.                    | Henrik Kristoffersen  | 515,2 pont            |
| 3.                    | Manuel Feller         | 513,0 pont            |
| 4.                    | Lucas Braathen        | 511,4 pont            |
| 5.                    | Alexis Pinturault     | 509,0 pont            |

| Műlesiklás (SL) | Műlesiklás (SL)      | Műlesiklás (SL) |
| #               | Versenyző            | Pont            |
| --------------- | -------------------- | --------------- |
| 1.              | Henrik Kristoffersen | 451 pont        |
| 2.              | Manuel Feller        | 361 pont        |
| 3.              | Atle Lie McGrath     | 348 pont        |
| 4.              | Lucas Braathen       | 347 pont        |
| 5.              | Linus Straßer        | 307 pont        |

| Parallel giant slalom (PG) | Parallel giant slalom (PG) | Parallel giant slalom (PG) |
| #                          | Versenyző                  | Pont                       |
| -------------------------- | -------------------------- | -------------------------- |
| 1.                         | Christian Hirschbühl       | 100 pont                   |
| 2.                         | Dominik Raschner           | 80 pont                    |
| 3.                         | Atle Lie McGrath           | 60 pont                    |
| 4.                         | Henrik Kristoffersen       | 50 pont                    |
| 5.                         | Trevor Philp               | 45 pont                    |